# Niviventer cremoriventer
Niviventer cremoriventer  (Miller, 1900) è un roditore della famiglia dei Muridi, diffuso in Indocina e Indonesia.

## Descrizione

### Dimensioni
Roditore di medie dimensioni, con lunghezza della testa e del corpo tra 110 e 160 mm, la lunghezza della coda tra 157 e 229 mm, la lunghezza del piede tra 26 e 37 mm, la lunghezza delle orecchie tra 15 e 20 mm e un peso fino a 105 g.

### Aspetto
La pelliccia è densa e cosparsa di peli spinosi. Il colore delle parti dorsali è giallo-brunastro , le guance sono giallastre mentre le parti ventrali sono color crema. Sono presenti degli anelli scuri intorno agli occhi. La linea di demarcazione sui fianchi è netta. I piedi sono corti e larghi, gli artigli delle zampe posteriori sono molto più grandi di quelli anteriori. Il dorso delle zampe è bianco con dei riflessi marroni scuri. La coda è molto più lunga della testa e del corpo, ed è uniformemente marrone scura, con un ciuffo di peli sull'estremità e rivestita di circa 11-12 anelli di scaglie per centimetro. Le femmine hanno un paio di mammelle pettorali, un paio post-ascellari e due paia inguinali. Il numero cromosomico è 2n=46 FN=54.

## Biologia

### Comportamento
È una specie notturna e prevalentemente arboricola. Si arrampica su piccoli alberi fino ad almeno 5 metri dal suolo. Tuttavia si muove frequentemente anche al suolo.

### Alimentazione
Si nutre di parti vegetali, frutta, semi e anche insetti.

### Riproduzione
Le femmine danno alla luce 2-5 piccoli per volta.

## Distribuzione e habitat
Questa specie è diffusa in Indocina e Indonesia.
Vive preferibilmente nelle foreste primarie fino a 1.530 metri di altitudine. Talvolta è stata osservata anche in zone alberate disturbate.

## Tassonomia
Sono state riconosciute 5 sottospecie:
- N.c.cremoriventer: Penisola malese, Langkawi, Tioman, Terutau, Adang, Buraw, Penang, Isole Mergui: Sullivan Island, Isole Anambas: Jimaja, Sumatra nord-occidentale;
- N.c.barussanus (Miller, 1911): Nias;
- N.c.cretaceiventer (Robinson & Kloss, 1919): Giava, Bali;
- N.c.kina (Bonhote, 1903): Borneo, Isole a nord del Borneo: Malawali, Banggi, Balembangan; Isole a ovest del Borneo: Lamukotan; Isole a sud-est del Borneo: Sebuku;
- N.c.mengurus (Miller, 1911): Bangka, Belitung, Sumatra meridionale.

## Conservazione
La IUCN Red List, considerato che la popolazione è diminuita di più del 30% negli ultimi 10 anni a causa del degrado del proprio habitat, classifica M.cremoriventer come specie vulnerabile (VU).